# Mirosława Papierzyńska-Turek
Mirosława Papierzyńska-Turek – polska historyk, badaczka dziejów Kościoła prawosławnego w Polsce oraz historii Ukraińców w II Rzeczypospolitej.

## Życiorys
Rozprawę doktorską pt. Kwestia ukraińska w Sejmie Polskim w latach 1922-1926 obroniła 27 kwietnia 1974 w Instytucie Historycznym Uniwersytetu Warszawskiego pod kierunkiem Żanny Kormanowej. Stopień doktora habilitowanego uzyskała w 1986 w Akademii Nauk Społecznych (ANS) na podstawie dorobku naukowego oraz rozprawy pt. Między tradycją a rzeczywistością. Państwo i Kościół prawosławny w Polsce w latach 1918-1939. Pracowała w ANS oraz w Instytucie Bibliotekoznawstwa i Dziennikarstwa w Akademii Świętokrzyskiej im. Jana Kochanowskiego w Kielcach. Jest członkiem Komisji Wschodnioeuropejskiej Polskiej Akademii Umiejętności.

## Wybrane publikacje
- Sprawa ukraińska w Drugiej Rzeczypospolitej 1922-1926, Kraków: Wydawnictwo Literackie 1979.
- Problem autokefalii Kościoła prawosławnego w Polsce w latach 1918-1939, "Euhemer" 24 (1980), nr 1, s. 53-65; nr 3, s. 71-78.
- Między tradycją a rzeczywistością. Państwo i Kościół prawosławny w Polsce w latach 1918-1939, Warszawa: ANS 1986.
- Prawosławie w II Rzeczypospolitej, "Rocznik Historyczno-Archiwalny" 4 (1987), s. 25-54.
- Między tradycją a rzeczywistością. Państwo wobec prawosławia 1918-1939, Warszawa: Państwowe Wydawnictwo Naukowe 1989.
- Kościół prawosławny na ziemiach ruskich Litwy i Korony, "Przemyskie Zapiski Historyczne" 6/7 (1989/1990), s. 139-162.
- Prawosławie i grekokatolicyzm w polskiej historiografii i publicystyce historycznej [w:] Spotkania polsko-ukraińskie, red. nauk. Zygmunt Mańkowski, Lublin: Wyd. Uniw. Marii Curie-Skłodowskiej 1992.
- Wizje unii brzeskiej w świadomości historycznej, "Białoruskie Zeszyty Historyczne" 3 (1996), z. 2, s. 41-50.
- Grekokatolicyzm i prawosławie jako wyznaczniki tożsamości narodowej w świetle ukraińskiej historiografii i myśli politycznej, "Warszawskie Zeszyty Ukrainoznawcze" 4/5 (1997), s. 277-290.
- Mychajło Hruszewski i Wiaczesław Łypynski - dwie filozofie dziejów Ukrainy, "Kieleckie Studia Bibliolologiczne" 3 (1998), s. 107-117.
- Prawosławie i unia w filozofii dziejów Ukrainy Mychajła Hruszewskiego [w:] Polska - Ukraina. 1000 lat sąsiedztwa, t. 4: Katolickie unie kościelne w Europie Środkowej i Wschodniej - idea a rzeczywistość, red. Stanisław Stępień, Przemyśl: PWIN 1998, s. 239-245.
- Od tożsamości do niepodległości. Studia i szkice z dziejów kształtowania ukraińskiej świadomości narodowej, Toruń: Wydawnictwo Adam Marszałek 2012.